# Wood-Ridge
Wood-Ridge és una població dels Estats Units a l'estat de Nova Jersey. Segons el cens del 2008 tenia 7.453 habitants.

## Demografia
Segons el cens del 2000, Wood-Ridge tenia 7.644 habitants, 3.024 habitatges, i 2.137 famílies. La densitat de població era de 2.683,1 habitants per km².
Dels 3.024 habitatges en un 29,1% hi vivien nens de menys de 18 anys, en un 58,9% hi vivien parelles casades, en un 9% dones solteres, i en un 29,3% no eren unitats familiars. En el 25,8% dels habitatges hi vivien persones soles l'11,2% de les quals corresponia a persones de 65 anys o més que vivien soles. El nombre mitjà de persones vivint en cada habitatge era de 2,53 i el nombre mitjà de persones que vivien en cada família era de 3,07.
Per edats la població es repartia de la següent manera: un 21,2% tenia menys de 18 anys, un 5,3% entre 18 i 24, un 31,9% entre 25 i 44, un 24,6% de 45 a 60 i un 17% 65 anys o més.
L'edat mediana era de 40 anys. Per cada 100 dones de 18 o més anys hi havia 87,2 homes.
La renda mediana per habitatge era de 60.949 $ i la renda mediana per família de 72.500 $. Els homes tenien una renda mediana de 48.309 $ mentre que les dones 40.025 $. La renda per capita de la població era de 29.865 $. Aproximadament el 0,8% de les famílies i l'1,6% de la població estaven per davall del llindar de pobresa.

## Poblacions properes
El següent diagrama mostra les poblacions més properes.